# Les Chiens de Pripyat
Les Chiens de Pripyat est une bande dessinée en deux parties écrite par Aurélien Ducoudray, dessinée par Christophe Alliel et mise en couleurs par Magali Paillat, publiée par Bamboo Éditions dans la collection Grand Angle en 2017 et 2018.

## Synopsis
Le jeune Kolias vivait avec son père à Pripyat lors de l'explosion de la centrale nucléaire voisine de Tchernobyl. Évacués avec les autres habitants, ils retournent sur les lieux quelques années plus tard pour accomplir un étrange travail : l'état récompense les chasseurs de chiens radioactifs et le père de Kolias se trouve à la tête d'une équipe de chasseurs décidés à éliminer le maximum de bêtes contaminées. Difficile pour Kolias, âgé de seulement 16 ans, qui aime les animaux et est terrifié par la violence de son père. D'autant que les lieux ne sont pas totalement inoccupés : outre quelques pillards, d’étranges hommes en combinaisons étanches font des apparitions furtives au milieu des ruines. Alors qu'il s'est éloigné du groupe de chasseurs, Kolias découvre une communauté d'enfants abandonnés, pour la plupart atteints de malformations, qui survit péniblement dans les sous-sols de la ville et dans les ruines de la centrale dévastée. Dehors, les chiens ne sont plus les uniques proies des chasseurs : la capture des enfants rapporte finalement plus que celle des animaux...

## Univers
La ville ukrainienne de Prypiat se trouve à 3 km de la centrale nucléaire de Tchernobyl. Le 26 avril 1986, le cœur atomique du réacteur numéro 4 s'emballe au cours d'un test de sûreté et la centrale explose, projetant une colonne de fumée radioactive dans les airs. Plus de 110 000 personnes sont évacuées d'un périmètre de 30 kilomètres autour de la centrale.
La ville de Pripyat a ainsi été totalement évacuée et est depuis lors une ville fantôme. Les chiens abandonnés par leurs habitants au moment de l'évacuation ont effectivement survécu et se sont multipliés dans la zone d'exclusion ; Ils font l'objet d'études scientifiques pour connaître les effets de la radioactivité sur les mammifères, notamment sur ses effets teratogènes,.

## Publication
1. Saint Christophe, 54 planches soit 56 pages, grand format, 2017 (DL 01/2017)  (ISBN 978-2-8189-4075-4)[5],[6]
2. Les Enfants de l'atome, 54 planches soit 56 pages, grand format, 2018 (DL 01/2087)  (ISBN 978-2-8189-4380-9)[7],[8]